# Associazione Calcio Novara 1948-1949
Questa voce raccoglie le informazioni riguardanti l'Associazione Calcio Novara nelle competizioni ufficiali della stagione 1948-1949.

## Divise
Al centro è riportato lo stemma di Novara.
| Prima divisa |

## Organigramma societario
- Presidente: Delfino Francescoli
- Direttore tecnico: Luciano Marmo
- Allenatore: Edmondo Mornese, poi dal 3 dicembre[1] Nereo Marini

## Rosa
| N. |                   | Ruolo | Calciatore           |
| -- | ----------------- | ----- | -------------------- |
|    | Italia (bandiera) | P     | Ivano Corghi         |
|    | Italia (bandiera) | P     | Enrico Costanzo      |
|    | Italia (bandiera) | P     | Celestino Russova    |
|    | Italia (bandiera) | D     | Livio Bussi          |
|    | Italia (bandiera) | D     | Giuseppe Costa       |
|    | Italia (bandiera) | D     | Giuseppe Della Frera |
|    | Italia (bandiera) | D     | Aldo Falzotti        |
|    | Italia (bandiera) | D     | Edoardo Galimberti   |
|    | Italia (bandiera) | D     | Giuseppe Mainardi    |
|    | Italia (bandiera) | C     | Ambrogio Baira       |
|    | Italia (bandiera) | C     | Walter Carasso       |

| N. |                   | Ruolo | Calciatore           |
| -- | ----------------- | ----- | -------------------- |
|    | Italia (bandiera) | C     | Luigi Molina         |
|    | Italia (bandiera) | C     | Piero Pombia         |
|    | Italia (bandiera) | C     | Alfredo Spadavecchia |
|    | Italia (bandiera) | A     | Lanfranco Alberico   |
|    | Italia (bandiera) | A     | Pietro Ferraris (II) |
|    | Italia (bandiera) | A     | Claudio Marconi      |
|    | Italia (bandiera) | A     | Silvio Piola         |
|    | Italia (bandiera) | A     | Umberto Renica       |
|    | Italia (bandiera) | A     | Dario Seratoni       |
|    | Italia (bandiera) | A     | Guido Tieghi         |

## Risultati

### Serie A

#### Girone di andata
| Arbitro: | Massai (Pisa) |

|                        |           |  |
| Mainardi 35’ Piola 69’ | Marcatori |  |

| Arbitro: | Agnolin (Bassano del Grappa) |

|                                                                       |           |  |
| Della Frera 60’ (aut.) Nyers I 63’ (rig.) Amadei 67’ Lorenzi 75’, 89’ | Marcatori |  |

| Arbitro: | Valsecchi (Milano) |

|                 |           |           |
| G.B. Fabbri 54’ | Marcatori | 86’ Piola |

| Arbitro: | Scotto (Savona) |

|                       |           |            |
| Piola 53’ (rig.), 60’ | Marcatori | 57’ Vitali |

| Arbitro: | Carpani (Milano) |

|                    |           |  |
| Marchetti 36’, 73’ | Marcatori |  |

| Arbitro: | Orlandini (Roma) |

|                |           |             |
| Ferraris II 5’ | Marcatori | 21’ Tacconi |

| Arbitro: | Longagnani (Modena) |

|            |           |           |
| Blason 24’ | Marcatori | 8’ Tieghi |

| Arbitro: | Savio (Torino) |

|                               |           |                                   |
| Pombia 75’ Bertani 84’ (aut.) | Marcatori | 9’ Gei 35’ Rebuzzi II 57’ Baldini |

| Arbitro: | Pera (Firenze) |

|           |           |  |
| Pombia 4’ | Marcatori |  |

| Arbitro: | Cambi (Livorno) |

|                                                         |           |            |
| Burini 36’ Onorato 69’ Carapellese 78’ Santagostino 86’ | Marcatori | 30’ Tieghi |

| Arbitro: | Pera (Firenze) |

|  |           |                          |
|  | Marcatori | 19’ Giuliano 77’ Loik II |

| Arbitro: | Boffardi (Genova) |

|                                                      |           |  |
| Bertoloni 1’, 36’ Antoniotti 18’, 64’ Turconi II 28’ | Marcatori |  |

| Arbitro: | Zilli (Reggio Emilia) |

|                            |           |            |
| Tieghi 35’, 81’ Pombia 56’ | Marcatori | 67’ Cavone |

| Arbitro: | Guarda (Venezia) |

|             |           |  |
| Cassani 80’ | Marcatori |  |

| Arbitro: | Longagnani (Modena) |

|                                                |           |           |
| Valle 36’ Andreoli 58’ Losi 66’ Maestrelli 84’ | Marcatori | 17’ Piola |

| Arbitro: | Poggipollini (Ferrara) |

|              |           |                          |
| Castelli 18’ | Marcatori | 43’ Grisanti 56’ Verdeal |

| Arbitro: | Neri (Vicenza) |

|                                               |           |           |
| Merlin 5’ Bacci 10’ Conti 18’ Fabian 44’, 80’ | Marcatori | 15’ Piola |

| Arbitro: | Zilli (Reggio Emilia) |

|                               |           |           |
| De Andreis 61’ Puccinelli 71’ | Marcatori | 49’ Piola |

| Novara 3 febbraio 1949 | Novara           | 0 – 0 | Juventus | Stadio Comunale\| Arbitro: \| Orlandini (Roma) \| |
| Arbitro:               | Orlandini (Roma) |       |          |                                                   |

#### Girone di ritorno
| Arbitro: | Cappucci (Roma) |

|                              |           |           |
| Fabbri V 1’ Astorri 40’, 48’ | Marcatori | 73’ Piola |

| Arbitro: | Agnolin (Bassano del Grappa) |

|                 |           |                |
| Ferraris II 70’ | Marcatori | 51’ Campatelli |

| Arbitro: | Gemini (Roma) |

|                 |           |                |
| Renica 20’, 81’ | Marcatori | 41’ Diotallevi |

| Arbitro: | Galeati (Bologna) |

|                                |           |                           |
| Adcock 63’ Checchetti 69’, 72’ | Marcatori | 30’ Ferraris II 79’ Piola |

| Arbitro: | Pieri (Trieste) |

|                           |           |  |
| Piola 17’ Ferraris II 61’ | Marcatori |  |

| Arbitro: | Gamba (Pozzuoli) |

|                              |           |              |
| Mike 3’, 66’ Cappello IV 15’ | Marcatori | 13’ Alberico |

| Arbitro: | Dattilo (Roma) |

|                                               |           |  |
| Zorzin 23’ (aut.) Renica 66’ Spadavecchia 89’ | Marcatori |  |

| Arbitro: | Pera (Firenze) |

|           |           |                             |
| Curti 83’ | Marcatori | 50’ Piola 55’, 78’ Castelli |

| Arbitro: | Cicardi (Lecco) |

|                                |           |  |
| De Santis 67’ Marzani 70’, 82’ | Marcatori |  |

| Arbitro: | Gamba (Pozzuoli) |

|                 |           |                           |
| Ferraris II 25’ | Marcatori | 18’ Sloan 42’ Nordahl III |

| Arbitro: | Vannini (Bologna) |

|                                         |           |  |
| Mazzola 32’ Loik II 35’, 37’ Ossola 40’ | Marcatori |  |

| Arbitro: | Pera (Firenze) |

|            |           |           |
| Renica 47’ | Marcatori | 56’ Borra |

| Arbitro: | Gemini (Roma) |

|                            |           |  |
| Sabbatini 36’ Giorgino 89’ | Marcatori |  |

| Arbitro: | Bellè (Venezia) |

|                                       |           |             |
| Ferraris II 10’, 90’ Spadavecchia 60’ | Marcatori | 79’ Cassani |

| Arbitro: | Galeati (Bologna) |

|                      |           |          |
| Piola 47’ Renica 77’ | Marcatori | 11’ Radu |

| Arbitro: | Tassini (Verona) |

|  |           |                                        |
|  | Marcatori | 37’, 46’ Castelli 59’ Piola 81’ Renica |

| Arbitro: | Pieri (Trieste) |

|                                                            |           |                        |
| Spadavecchia 51’ Piola 60’ Ferraris II 69’, 80’ Renica 86’ | Marcatori | 48’ Bacci 75’ Scarpato |

| Arbitro: | Picasso (Milano) |

|                                    |           |            |
| Boniperti 25’, 60’ Hansen 51’, 54’ | Marcatori | 44’ Pombia |

| Arbitro: | Corallo (Lecce) |

|                          |           |                             |
| Piola 4’ Ferraris II 38’ | Marcatori | 21’ De Andreis 33’ Nyers II |

## Statistiche

### Statistiche di squadra
| Competizione | Punti | In casa | In casa | In casa | In casa | In casa | In casa | In trasferta | In trasferta | In trasferta | In trasferta | In trasferta | In trasferta | Totale | Totale | Totale | Totale | Totale | Totale | DR  |
| Competizione | Punti | G       | V       | N       | P       | Gf      | Gs      | G            | V            | N            | P            | Gf           | Gs           | G      | V      | N      | P      | Gf     | Gs     | DR  |
| ------------ | ----- | ------- | ------- | ------- | ------- | ------- | ------- | ------------ | ------------ | ------------ | ------------ | ------------ | ------------ | ------ | ------ | ------ | ------ | ------ | ------ | --- |
| Serie A      | 31    | 19      | 10      | 5       | 4       | 34      | 21      | 19           | 2            | 2            | 15           | 18           | 53           | 38     | 12     | 7      | 19     | 52     | 74     | -22 |

### Statistiche dei giocatori[2][4]
| Giocatore        | Serie A  | Serie A |
| Giocatore        | Presenze | Reti    |
| ---------------- | -------- | ------- |
| L. Alberico      | 27       | 1       |
| A. Baira         | 17       | 0       |
| L. Bussi         | 17       | 0       |
| W. Carasso       | 18       | 0       |
| G. Castelli      | 33       | 5       |
| I. Corghi        | 21       | -36     |
| G. Costa         | 2        | 0       |
| E. Costanzo      | 7        | -19     |
| G. Della Frera   | 21       | 0       |
| A. Falzotti      | 5        | 0       |
| P. Ferraris (II) | 29       | 10      |
| E. Galimberti    | 29       | 0       |
| G. Mainardi      | 37       | 1       |
| C. Marconi       | 1        | 0       |
| L. Molina        | 11       | 0       |
| S. Piola         | 36       | 15      |
| P. Pombia        | 30       | 4       |
| U. Renica        | 34       | 7       |
| C. Russova       | 10       | -19     |
| D. Seratoni      | 1        | 0       |
| A. Spadavecchia  | 17       | 3       |
| G. Tieghi        | 14       | 4       |